# Hérépian

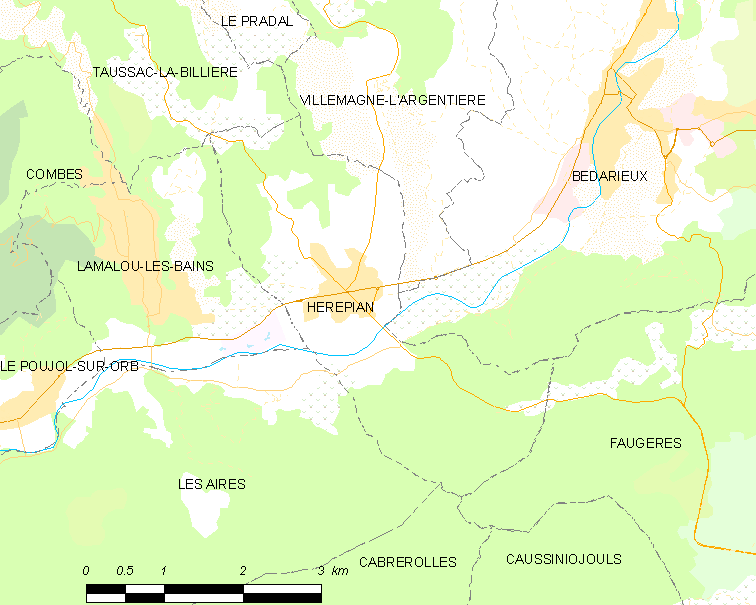
Mapa

 Hérépian  es una población y comuna francesa, situada en la región de Occitania, departamento de Hérault, en el distrito de Béziers y cantón de Clermont-l'Hérault.

## Demografía
| 1122 | 1135 | 1126 | 1157 | 1241 | 1368 | 1519 |
| Para los censos de 1962 a 1999 la población legal corresponde a la población sin duplicidades (Fuente: INSEE [Consultar]) |      |      |      |      |      |      |